# Mineral, Kalifornien
Mineral är en så kallad census-designated place i Tehama County i Kalifornien. Vid 2010 års folkräkning hade Mineral 123 invånare.